# Monument Beach
Monument Beach é um lugar designado pelo censo localizado no condado de Barnstable no estado estadounidense de Massachusetts. No Censo de 2010 tinha uma população de 2.790 habitantes e uma densidade populacional de 311,07 pessoas por km².

## Geografia
Monument Beach encontra-se localizado nas coordenadas 41° 43′ 08″ N, 70° 36′ 00″ O. Segundo a Departamento do Censo dos Estados Unidos, Monument Beach tem uma superfície total de 8.97 km², da qual 6.66 km² correspondem a terra firme e (25.73%) 2.31 km² é água.

## Demografia
Segundo o censo de 2010, tinha 2.790 pessoas residindo em Monument Beach. A densidade populacional era de 311,07 hab./km². Dos 2.790 habitantes, Monument Beach estava composto pelo 94.95% brancos, o 0.79% eram afroamericanos, o 0.18% eram amerindios, o 0.93% eram asiáticos, o 0.14% eram insulares do Pacífico, o 0.86% eram de outras raças e o 2.15% pertenciam a duas ou mais raças. Do total da população o 0.82% eram hispanos ou latinos de qualquer raça.